# Adam Piwowarski
Adam Piwowarski (ur. 7 lutego 1956) – polski bokser, dwukrotny mistrz Polski.
Wystąpił w wadze lekkiej (do 60 kg) na mistrzostwach Europy w 1979 w Kolonii. Pokonał Emiła Czuprenskiego z Bułgarii, lecz przegrał ćwierćfinale z późniejszym mistrzem Wiktorem Diemjanienko z ZSRR.
Był mistrzem  Polski w wadze lekkiej w 1979 i w wadze półśredniej (do 67 kg) 1983 oraz brązowym medalistą w wadze lekkiej w 1978 i w wadze półśredniej w 1984. Był również wicemistrzem Polski juniorów w wadze lekkiej w 1974.
W 1984 wystąpił w reprezentacji Polski w meczu z RFN, przegrywając walkę w wadze półśredniej.
W latach 1986–1992 był trenerem boksu w Carbo Gliwice, a od 1992 w niemieckim klubie VfB 1900 Gießen.